# Amiral

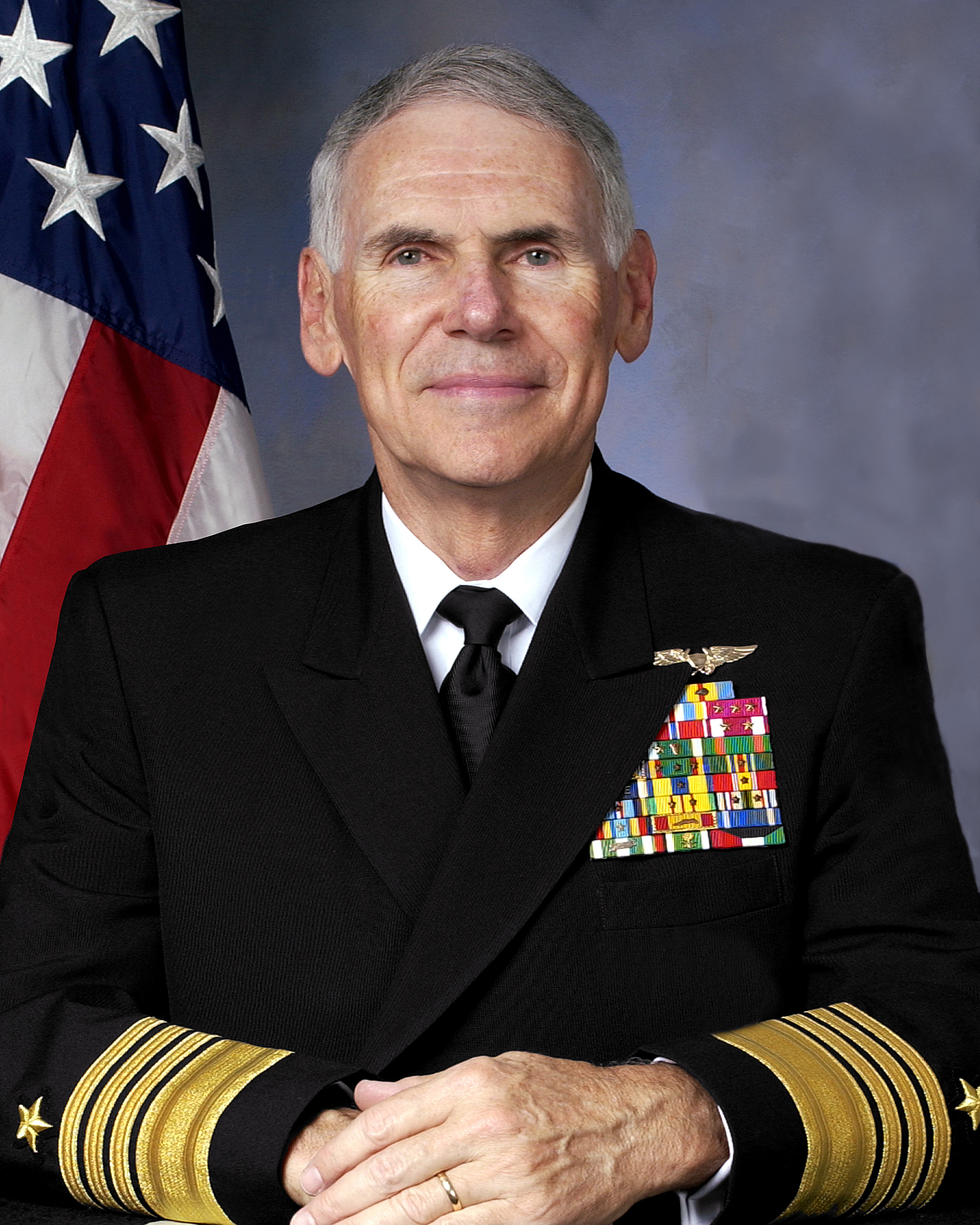
Exemplu de amiral din SUA, William J. Fallon, comandant a Flotei din Pacific a SUA

Amiral este cel mai înalt grad militar din marină, echivalent cu gradul de general de armată în forțele terestre și aeriene.

## Originea denumirii
Originea denumirii de amiral provine din limba arabă: amīr al-bahr, امير البحر, „emirul mării”. Denumirea a fost preluată în Imperiul Bizantin, în secolele X - XI, sub forma ameralios, precum și de Republica Genova și Regatul Siciliei, pentru comandanții flotelor.
În secolul al XIII-lea această funcție militară a fost preluată de Anglia și Franța, urmate mai târziu și de alte state europene.
La început era numit amiral comandantul unei flote, dar ulterior s-au diferențiat mai multe grade de amiral, locțiitorul său fiind viceamiralul care conducea avangarda, urmat în ierahie de un contraamiral.
Pe mare, semnul de recunoaștere al amiralilor este pavilionul de pe catarg: „marele amiral” la catargul mare, „viceamiral” la catargul trinchet și „contraamiral” la crucetă (traversa de gabie). La uniformele purtate de amiralii din statele membre ale NATO, distingerea rangurilor este realizată prin numărul de stele.

## Grade de amirali

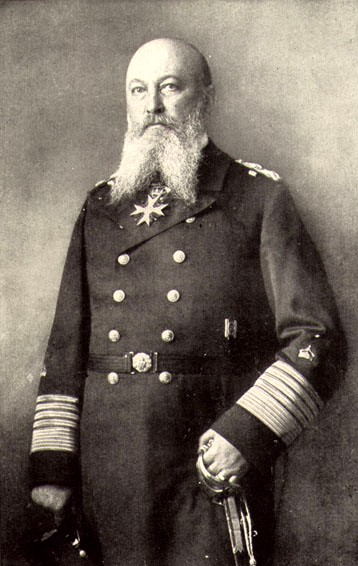
Amiralul Alfred von Tirpitz 1897-1916

Epoleți de amiral

Tresele de pe manșeta de amiral

| Amirali din United States Navy | Amirali din United States Navy | Amirali din United States Navy | Amirali din United States Navy | Amirali din United States Navy |
| Fleet Admiral FAdm             | Amiral Adm                     | Vice Admiral VAdm              | Rear Admiral (uh) RADM         | Rear Addmiral (lh) RDML        |
| OF-10                          | OF-9                           | OF-8                           | OF-7                           | OF-6                           |
| ------------------------------ | ------------------------------ | ------------------------------ | ------------------------------ | ------------------------------ |
|                                |                                |                                |                                |                                |